# حسين علوي
حسين علوي (بالفارسية: حسین علوی) هو لاعب كرة قدم إيراني في مركز الهجوم، ولد في 25 فبراير 1989 في مشهد في إيران. لعب مع نادي أبو مسلم خراسان ونادي استقلال طهران ونادي بيام وحدت خراسان ونادي تربيت بدني يزد.